# Interaktionsanalyse
Interaktionsanalyse ist in der empirischen Unterrichtsforschung ein Verfahren zur Unterrichtsanalyse besonders der Interaktionen zwischen Lehrer und Schülern, die in der Gegenwart von der Lehr-Lern-Forschung weitergeführt wird.
Der amerikanische Psychologe Ned A. Flanders (Universität Michigan) hat zwischen 1960 und 1970 zur Analyse von Unterrichtssituationen in der Lehrerausbildung eine systematische Mikroanalyse entwickelt, die die Interaktionen z. B. in einem Klassenraum minutiös zu erfassen versucht, die Flanders' Interaction Analysis Categories (FIAC). Sie konzentriert sich auf die verbalen Äußerungen der Lehrperson: Lob und Tadel, Informationen, Aufforderungen etc.
FIAC
Methode: Unterrichtsbeobachtung anhand von einem Kategoriensystem, quantitative Erhebung der Häufigkeit von
a)lehrerinitiierter Aktion und b)schülerinitiierter Aktion, zusätzlich Kategorisierung der Art der Interaktion
Kategorien der Interaktionsanalyse nach Flanders „FIAC“ (1970)
Lehreräußerungen
1. akzeptiert Gefühle von Schülern
2. lobt, ermutigt
3. akzeptiert bzw. verwendet Gedanken der Schüler
4. stellt Fragen
5. Lehrervortrag, Meinungen über Inhalt, Erklärungen
6. gibt Anweisungen
7. Kritisiert oder rechtfertigt seine Autorität

Schüleräußerungen
1. Antworten
2. Initiativen
3. Stille bzw. Konfusion, Restkategorie

Alle 3 Sekunden soll eine Verhaltensweise kategorisiert werden. Bei der Auswertung werden die gesammelten Daten in eine Matrix eingetragen. Ein Beispiel zur Verdeutlichung: hat ein Lehrer jemanden gelobt, danach ergriff ein Schüler die Initiative und danach stellte der Lehrer eine Frage, ergibt sich daraus die Zahlenkombination „2 9 4“. Nun trägt man in ein Raster von 10×10 Kästchen einen Punkt unter „2-9“ und einen Punkt unter „9-4“ ein. Am Ende ist aus diesem Raster deutlich zu erkennen welche Handlungen im beobachteten Interaktionsablauf häufig aufeinander folgen. Flanders legte fest, welche Handlungsketten z. B. auf den indirekten Einfluss des Lehrers hinweisen (z. B. „1-1“, „3-2“) und welche z. B. eher den auf direkten Lehrereinfluss auf die Schüler hinweisen (z. B. „7-6“, „7-7“). Es können auch Zeilen- und Spaltensummen gebildet werden, anhand derer dann Wahrscheinlichkeiten bestimmt werden. Wandelt man die Spaltensummen in Prozente um, kann der Gesamtanteil von Lehrer- und Schülerinteraktion am Geschehen dargestellt werden.